# Nyírő Lajos
Nyírő Lajos (eredetileg: Nebehaj Lajos) (Kesztölc, 1921. január 21. – Budapest, 2014. november 3.) irodalomtörténész, esztéta.

## Élete
Édesapja bányász volt. Hároméves volt, amikor az egész család emigrált Franciaországba 1924-ben, ahonnan apja csatlakozott a Franco elleni nemzetközi csapatokhoz. Az elemi iskola elvégzését követően még gyerekként bányásznak állt. 1941–42 között Berlinben éltek, majd Franciaország elestét követően hazatelepültek. Magyarországon 1943–47 között különböző gyárakban segédmunkásként dolgozott. 1946-ban az ELTE munkásegyetem elvégzésével lehetősége lett továbbtanulni: 1948-ig az ELTE bölcsészkarán francia-orosz szakra járt, majd ösztöndíjjal a Szverdlovszki Egyetem (ma: Uráli Állami Egyetem, Jekatyerinburg) orosz nyelv és irodalom szakán tanult, végül 1952-ben fejezte be tanulmányait a budapesti Lenin Intézetben. 1954-től tanársegéd, majd az MTA Irodalomtörténeti Dokumentációs Központjában (ma: MTA Bölcsészettudományi Kutatóközpont Irodalomtudományi Intézet) dolgozott. 1959 végéig az akadémia személyzeti főosztályának vezetője volt.

## Szakmai pályafutása
1961-es megalakulásától kezdve 1988-es nyugdíjazásáig az irodalomelméleti osztály vezetője volt. A Kritika folyóirat szerkesztőbizottságának 1965–72 között volt tagja. Oroszlánrésze volt az irodalomtudományi elmélet rangjának elismertetésében. Foglalkozott az információelmélet társadalomtudományokban való térhódításával, Kibernetika és művészet címmel írt tanulmányt, ami szlovákul is megjelent. Támogatta Horváth Iván irodalomtörténész 1970-es években zajló, a magyar irodalomtörténet adatainak számítógépes feldolgozására irányuló törekvéseit. Az 1960-as évek közepétől szerkesztette az Irodalomtudomány című kollektív tanulmánykötetet, ami 1970-re jelent meg és 20. századi irodalomtudományi iskolákat és módszereket mutat be. 1969-ben védte meg Az irodalmiság problémája az irodalomtudományban című kandidátusi disszertációját. 1981-ben jelent meg Veres Andrással közösen szerkesztett A marxista irodalomelmélet története c. kötete. 1988-ban ment nyugdíjba.
Kilencvenhárom évesen teljes szellemi és testi frissességben hunyt el.
Fia Nyírő András újságíró, internetes szakember, az INteRNeTTo és az Index.hu alapító-főszerkesztője.

## Művei
- Adatok az orosz forradalmi demokraták múltszázadi magyarországi fogadtatásához – 1959, tanulmány
- A szocializmus irodalma – 1966, szerk.
- Irodalomelmélet – korszerű művészet – 1967
- Irodalomtudomány – 1970 (szerk.)
- Az irodalmiság problémája az irodalomtudományban – 1969, kandidátusi disszertáció
- Jeltudomány és irodalomtudomány – 1973, Helikon különszám, bevezető
- A mű jelentése és kompozíciója – 1979, tanulmány a Szemiotika és művészet c. kötetben
- Az irodalomtudomány mint metatudomány – 1980